# Körmöczi Csaba
Körmöczi Csaba (Budapest 1944.02.28. – Koblenz 1992.11.04 ) kardvívó és edző.

## Életút
A Vendéglátóipari- valamint a Testnevelési Főiskolán szerzett diplomát.
A Csepel SC (1957-1962) és az Újpesti Dózsa versenyzője (1962-1978) volt. 1968 és 1976 között válogatott versenyző. Tagja volt 1975-ben a budapesti vébén második és a montreáli olimpián negyedik helyezett csapatnak. Edző pályafutását Újpesten kezdte (1978-1982). Ezt követően 1985-ig a BSE-nél működött, majd a Königsbacher SC Koblenz lett edzői pályafutásának következő, utolsó állomása.